# バルト・ニューコープ
バルト・ニューコープ（Bart Nieuwkoop，1996年3月7日 - ）は、オランダ・ベルヘン・オプ・ゾーム出身のサッカー選手。フェイエノールト所属。ポジションは、ディフェンダー。

## 経歴
ニューコープは4歳の時にTholense Boysでサッカーを始め、9歳でRBCローゼンダールにスカウトされた。2011年にこのクラブが財政破綻したことでフェイエノールトのユースチームに移った。
2015年10月4日、デ・フラーフスハップ戦でデビューした。怪我のリック・カルスドルプの代わりにスタメン出場し、68分間プレーした。ユースではミッドフィールダーとしてプレーしていたが、トップチーム昇格後は主に右サイドバックで起用されている。
2021年4月30日、ロイヤル・ユニオン・サン＝ジロワーズに3年契約で移籍した。
2023年8月10日、古巣フェイエノールトへ復帰し、4年契約を結んだ。

## タイトル
フェイエノールト
- エールディヴィジ : 2016-17
- KNVBカップ : 2015-16, 2017-18
- ヨハン・クライフ・スハール : 2017, 2018